# Милфорд (Тексас)
Милфорд (енгл. Milford) град је у америчкој савезној држави Тексас. По попису становништва из 2010. у њему је живело 728 становника.

## Демографија
Према попису становништва из 2010. у граду је живело 728 становника, што је 43 (6,3%) становника више него 2000. године.
| Група             | 2000.       | 2010.       |
| Белци             | 381 (55,6%) | 442 (60,7%) |
| Афроамериканци    | 191 (27,9%) | 193 (26,5%) |
| Азијати           | 6 (0,9%)    | 1 (0,1%)    |
| Хиспаноамериканци | 89 (13,0%)  | 86 (11,8%)  |
| Укупно            | 685         | 728         |